# USS Charles S. Sperry (DD-697)
O USS Charles S. Sperry (DD-697) foi um Destroyer norte-americano que serviu durante a Segunda Guerra Mundial.

## Comandantes
| Comandante                        | Data                              |
| --------------------------------- | --------------------------------- |
| Cdr. Harry Haywood McIlhenny      | 17 de Maio de 1944 - Maio de 1945 |
| Cdr. John Benjamin Morland        | Maio de 1945 - Agosto de 1946     |
| Lt.Cdr. William Staunton Hitchins | Agosto de 1946 - Outubro de 1948  |
| Cdr. Alexander Bacon Coxe, Jr.    | Outubro de 1948 - Março de 1950   |